# (228133) Ripoll
(228133) Ripoll est un astéroïde de la ceinture principale.

## Description
(228133) Ripoll est un astéroïde de la ceinture principale. Il fut découvert le 20 août 2009 à La Sagra par l'Observatoire astronomique de Majorque. Il présente une orbite caractérisée par un demi-grand axe de 2,36 UA, une excentricité de 0,19 et une inclinaison de 1,7° par rapport à l'écliptique.

## Compléments